# Shining (singolo)
Shining è un singolo del DJ statunitense DJ Khaled con la partecipazione della cantante Beyoncé e del rapper Jay-Z, pubblicato il 12 febbraio 2017 come primo estratto dal decimo album in studio Grateful.

## Descrizione
Scritto e composto da Burt Bacharach, Jahron Brathwaite, Ingrid Burley, Shawn Carter, Hal David, Floyd Hills, Khaled Khaled e Beyonce Knowles, il brano presenta riferimenti alla vita e al successo dei coniugi Knowles-Carter, tra cui i ventuno Grammy Award vinti sino a quel momento dal rapper, i dischi di platino ricevuti dalla RIAA per ogni album pubblicato, i vent'anni di successo della cantante e vengono menzionati per la prima volta i due gemelli ,Sir e Rumi, nati il 18 giugno 2017.

## Tracce
Testi e musiche di Burt Bacharach, Jahron Brathwaite, Ingrid Burley, Shawn Carter, Hal David, Floyd Hills, Khaled Khaled e Beyonce Knowles.
1. Shining (feat. Beyoncé & Jay-Z) – 4:41

## Riconoscimenti
ASCAP Rhythm & Soul Music Awards
- 2018 - Migliori canzoni R&B/Hip-Hop[12]

BET Awards
- 2017 - Candidatura alla miglior collaborazione[13]

## Classifiche
| Classifica (2017)         | Posizione massima |
| ------------------------- | ----------------- |
| Australia                 | 93                |
| Belgio (Fiandre)          | 17                |
| Canada                    | 72                |
| Francia                   | 74                |
| Regno Unito               | 71                |
| Stati Uniti               | 57                |
| Stati Uniti (R&B/hip-hop) | 23                |
| Stati Uniti (Rhythmic)    | 1                 |